# La campana de Sant Llop
La campana de Sant Llop és una comèdia en dos actes i en vers, original de Frederic Soler, estrenada al teatre del Bon Retir de Barcelona, la nit del 3 d'agost de 1878.

## Repartiment de l'estrena
- Elisa: Cristina Curriols
- Tecla: Mercè Abella
- Gervasi: Lleó Fontova
- Don Benigne: Iscle Soler
- Don Romuald: Joan Bertran
- Geroni: Hermenegild Goula
- Lluís: Frederic Fuentes
- Bernat: Gregori Alentorn
- Bleda: Miquel Riba
- Rector: Emili Casas
- Roc: Josep Domènech
- El vicari, el mestre, els regidors, la copa, els de la gralla i el tamborí, homes, dones, nois, lacais, escolans, etc.

## Edicions
- Llibreria d'Eduard Puig. Barcelona, 1878